# 卡佛尔高粱
卡佛尔高粱（学名：Sorghum caffrorum）为禾本科高粱属下的一个种。

## 扩展阅读
- 維基物種上的相關：卡佛尔高粱